# Will Randall
Will Randall (* 1966 in Hannover) ist ein englischer Schriftsteller.

## Leben
Will Randall stammt aus einer Schauspielerfamilie und ist verwandt mit Ralph und Joseph Fiennes. Er wurde in der Nähe von Hannover geboren, die Familie zog jedoch schon kurze Zeit später zurück nach England. Nach seinem Studium arbeitete er als Schullehrer in Marseille, Somerset, Devon, London, Pune und Kasane, Botswana.

## Schreiben
Seine Bücher sind humorvolle Reiseberichte mit Entwicklungshilfeaspekt. Sein erstes Buch Solomon Time – Adventure in the South Pacific, welches für den WH Smith Travel Book of the Year Award 2003 nominiert wurde, behandelt seine Zeit auf den Salomonen, wo er half, einen Hühnerzuchtbetrieb aufzubauen. Sein zweites Buch, Indian Summer – A Good Man in Asia berichtet von seiner Zeit als Schauspieler und Schultheaterdirektor im indischen Pune. Sein drittes Buch, Botswana Time, gibt Einblicke in seine Zeit als Grundschulfußballtrainer in Kasane, Botswana. Sein viertes Buch, Another Long Day on the Piste – A Season in the French Alps, handelt von seiner Urlaubszeit in den französischen Alpen. Vergleichbar im Humor, wenn auch ernsthafter im Anliegen, sind die Bücher Randalls mit den Reisebüchern von Tony Hawks.

## Werke
- Solomon Time. Abacus, London 2002, ISBN 0-349-11502-8. Deutsche Ausgabe: Unter Krokodilen. Ein Engländer auf den Solomon Inseln. Goldmann, München 2002, ISBN 3-442-45312-7.
- Indian Summer. Abacus, London 2004, ISBN 0-349-11678-4.
- Botswana Time. Abacus, London 2005, ISBN 0-349-11777-2. Deutsche Ausgabe: Ein Engländer in Botswana. Goldmann, München 2006, ISBN 3-442-46041-7.
- Another Long Day on the Piste. Abacus, London 2006, ISBN 0-349-11933-3.
- Limey Gumshoe. Abacus, London 2008, ISBN 0-349-12039-0.